# Petrovka (Briansk)
Petrovka (en rus: Петровка) és un poble de l'óblast de Briansk, a Rússia, segons el cens del 2010 tenia 83 habitants. Pertany al districte de Zlinka.